# Omoadiphas texiguatensis
Omoadiphas texiguatensis é uma cobra da família Colubridae, descoberta por McCranie e Castaneda.